# Aleksandr Andreïev
Pour les articles homonymes, voir Andreev.
Alexandre Ivanovitch Andreïev (en russe : Александр Иванович Андреев), né le 23 janvier 1949 en URSS à Léningrad (aujourd'hui Saint-Pétersbourg) est un universitaire, philologue, historien et tibétologue russe.

## Biographie
Alexander Ivanovich Andreyev est né et a grandi à Léningrad, dans la famille du journaliste militaire Ivan G. Andreyev (1916-2009), employé du journal de Léningrad « La défense de la mère patrie ».
Il est diplômé du département de philologie de l'Université d'État de Saint-Pétersbourg où il a étudié de 1966 à 1972. 
En 1969-70, il travaille comme interprète en Inde. 
De 1972 à 1975, il étudie les langues orientales (sanskrit et hindi) à la Faculté orientale de l'université de Saint-Pétersbourg et suit des cours à l'auditorium du département de philologie indienne à la faculté orientale de la même université.
De 1972 à 1981, il enseigne à la faculté de philologie de l'université de Léningrad, LITMO.
En 1983-1984, il enseigne à l'université du Michigan et à l'université de l'Indiana aux États-Unis.
Par la suite, il participe aux projets de recherche de la Fondation culturelle de Léningrad sur « les cimetières historiques de Saint-Pétersbourg » et la « nécropole russe de Stockholm ». Il donne des conférences sur des thèmes historiques et orientaux à l'Académie royale des beaux-arts de Londres lors de l'exposition de l'art tibétain (« Sagesse et compassion : l'art sacré du Tibet »), aux universités de Stockholm, d'Uppsala et de Cambridge (1993-1994).
Depuis fin 1994, il travaille dans la section de Saint-Pétersbourg de l'Institut d'histoire des sciences naturelles et de technologie. 
Andreyev est invité à la conférence sur l'histoire du Tibet organisée par John Billington, rédacteur en chef du bulletin de la Tibet Society of the United Kingdom,  et un comité d’universitaires à St Andrews en Écosse en hommage à Hugh Richardson tenue en septembre 2001. Il y présente ses travaux centrés sur Agvan Lobzang Dorzhiev (1854-1938) et démontrant qu'au début du XXe siècle, les généraux russes ont joué un rôle actif dans les relations entre la Russie et le Tibet, y envoyant des missions secrètes et peut-être même fournissant une aide militaire à l'État tibétain,.
SI Vavilov de l'Académie des sciences de Russie (groupe d'histoire de la recherche en Asie centrale), chercheur principal, depuis 2003 - chef du groupe d'histoire des études en Asie centrale. 
Depuis 2002, il est à la tête de la maison-musée de P. K. Kozlov.
Docteur en sciences historiques, il a soutenu en décembre 2005 sa thèse à l'université de Saint-Pétersbourg sur « le Tibet dans la politique de la Russie impériale, la Russie soviétique et la Russie post-soviétique ».
Intérêts scientifiques : 
- Asie centrale (Mongolie, Chine, Tibet), ses recherches et ses chercheurs ;
- les liens russo-mongols et russo-tibétains (politiques, économiques, culturels) aux XVIIIe, XIXe et XXe siècles ;
- l'histoire du bouddhisme et des études bouddhistes en Russie ;
- l'étude de la vie et l'œuvre de la famille de Nicolas Roerich ;
- histoire locale de Saint-Pétersbourg.

Il est membre de l’Association internationale des études tibétaines dont il participe au 7e séminaire en juin 1995 à Graz en Autriche. Il est spécialiste de l’histoire de la culture et de la religion en Asie centrale.

## Publications

### Livres
- (en) 2003, Soviet Russia and Tibet: The Debacle of Secret Diplomacy, 1918-1930s, BRILL,  (ISBN 9004129529 et 9789004129528)
- (en) 2013, Tibet: In the Earliest Photographs by Russian Travellers: 1900-1901, Studio Orientalia,  (ISBN 8192450201 et 978-8192450209)
- (en) 2014, The Myth of the Masters Revived: The Occult Lives of Nikolai and Elena Roerich, BRILL,  (ISBN 9004270434 et 9789004270435)

### Articles
- (en) 1996, Soviet Russia and Tibet: A Debacle of Secret Diplomacy. The Tibet Journal, vol. XXI, no 3, automne 1996, pp. 4-34.
- (en) 1991, Agwan Dorjiev and the Buddhist Temple in Petrograd in Pedron Yeshi and Jeremy Russell  (eds), Chö Yang. Dharamsala: [Tibetan] Council of for Religious and Cultural Affairs, pp.215—33.
- (en) 2003, The Tsar's generals and Tibet. Apropos of some 'white spots' in the history of Russo-Tibetan relations, In: A. McKay, ed. Tibet and her neighbours: a history. London, Edition Hansjorg Mayer, p. 167-174.